# Xiao Hailiang
Xiao Hailiang (熊倪T, Xiào HǎiliàngP; Wuhan, 24 gennaio 1977) è un ex tuffatore cinese.

## Carriera
Ha rappresentato la Cina ai Giochi olimpici di Atlanta 1996 e Sydney 2000, vincendo la medaglia di bronzo nel concorso della piattaforma 10 metri ad Atlanta e la medaglia d'oro a Sydney 2000 nel concorso del trampolino 3 metri sincro in coppia con Xiong Ni.
All'Universiade di Sicilia 1997 ha vinto la medaglia d'oro nella piattaforma 10 metri.

## Palmarès
- Giochi olimpici

Atlanta 1996: bronzo nella piattaforma 10 m;
Sydney 2000: oro nel trampolino 3 m sincro;
- Giochi asiatici

Hiroshima 1994: argento nella piattaforma 10 m;
- Universiade

Sicilia 1997: oro nella piattaforma 10 m;

### Coppa del Mondo
- Vincitore della Coppa del Mondo del sincro 3m nel 1999 e nel 2000
- Vincitore della Coppa del Mondo del sincro 10m nel 1995